# Джеремі Макізе
Джеремі Макізе (нар. 15 червня 2001) — бельгійський співак, що представляв Бельгію на пісенному конкурсі «Євробачення 2022», з піснею «Miss You».

## Біографія
Джеремі народився біля Антверпені (Фландрія, Бельгія). У 6-річному віці Джеремі зі своєю великою родиною перебрався до Берхем-Сент-Агата. Як пізніше з'ясувалося, це була не кінцева зупинка. Далі сімейство перебралося до Ділбека. Згодом хлопець освоїв голландську та французьку мову. Зрештою Макізе укоренилися в Уккелі.
У сім'ї Джеремі шанували музику. Обидва батьки майстерно співали. Пізніше Джеремі записався в церковний хор. Саме тут він почав відточувати вокальні дані. У шкільні роки хлопець виграв музичний конкурс, що стало відмінним стусаном до заняття вокалом вже на професійному рівні. Футбол — ще одна пристрасть Jeremie Makiese. Він з дитинства займався цим видом командного спорту, і вже в підлітковому віці, без дозволу батьків, приєднався до молодіжної футбольної команди «Брюссель».
Глава сімейства спочатку не підтримав захоплення сина футболом. Він хвилювався через те, що хлопець може отримати серйозну травму. Але Джеремі було не зупинити. До речі, він і досі входить до складу ФК Royal Excelsior. Йому вдається бути «співочим футболістом». У свої роки він поєднує роботу у футбольній команді та співи.

## Кар'єра
Слава до Джеремі Макізе прийшла лише минулого року, коли він виграв місцевий конкурс вокалістів The Voice Belgique. Через деякий час жителі Бельгії вирішили відправити молодого артиста на «Євробачення».
Окрім музики, Макіз захоплюється грою у футбол. Минулого року він уклав контракт із місцевим бельгійським футбольним клубом «Ексельсіор Віртон».